# ثوم مستدير
الثوم المستدير (باللاتينية: Allium rotundum) نوع نباتي عشبي يتبع جنس الثوم من الفصيلة الثومية.

## الموئل والانتشار
ينتشر في بلاد الشام والمغرب العربي وأجزاء كثيرة من أوروبا.